# Залозецький Роман Васильович
Рома́н Олекса́ндр Залозе́цький гербу Сас (нім. Roman Zaloziecki, пол. Roman Załoziecki; 29 березня 1861, Болехів, нині Долинського району Івано-Франківської області — 6 жовтня 1918, Відень) — український учений-хімік, технолог, громадський і господарський діяч. Один із піонерів досліджень хімічного складу нафти та озокериту в Австро-Угорщині. Перший голова Українського технічного товариства (1913). Батько Володимира Сас-Залозецького.

## Життєпис
Син пароха села Гірне (біля Стрия) о. Василя Залозецького.
Навчався у Цюрихській і Віденській політехніках, пізніше — у Львівській політехніці.
З 1885 — асистент, з 1889 — приват-доцент, з 1905 — професор Львівської політехніки. З 1899 року за сумісництвом професор Львівської торговельної академії.
1887 — захистив дисертацію у галузі хімічної технології у Львівській політехніці.
Представник французьких і англійських нафтових фірм у Галичині, Почесний віце-консул Великої Британії у Львові (з 1904), радник Міністерства громадських робіт у Відні (1914).
Член Президії нафтового конгресу в Парижі (обраний 1900 року), в рамках якого виступав з доповіддю «Тверді вуглеводні нафтових залишків»; член Російського технічного товариства в Петербурзі.
Організатор першої крайової дослідної станції для дослідження родовищ нафти й озокериту (1899, діяла у Львівській політехніці).
У часи нафтової кризи 1905 року, пов’язаної з надвидобутком нафти в Бориславі, запропонував Львівській раді залізниць використати нафту замість вугілля в локомотивах, що дало можливість нафтовикам значно розширити ринок збуту.
Фундатор геохімії нафти, піонер екологічних досліджень, засновник української нафтохімічної науки.
Дійсний член Наукового товариства ім. Шевченка (НТШ), голова товариства «Сільський господар», організатор і директор Торгової школи при товаристві «Просвіта», посол до Галицького сейму (10-го скликання, обраний в окрузі Рава-Руська, IV курія, входив до складу «Українського соймового клубу».

## Напрям досліджень
Його праці та інтереси охоплювали вивчення хімічного складу нафти й озокериту, природи вуглеводнів та нафтових кислот; способи очищення та використання відходів нафтопереробки гудрону. У перших його наукових дослідженнях твердих вуглеводнів нафти і озокериту було доведено, що нафта і озокерит містять кристалічні речовини. Уперше встановив, що вміст парафіну і ароматичних вуглеводнів у бензині змінюється симбатно. Під час дослідження відбілюючої здатності речовини виявив відбілюючу властивість каолінової глини та синтетичного кремнію-оксиду і вказав на спосіб регенерації алюмосилікатних каталізаторів, які пізніше почали застосовуватися для крекінгових процесів. Вивчаючи склад та властивості кислотних відходів, залежно від обробки легких дистиляторів, встановив наявність у нафті терпенових вуглеводнів.

## Нагороди
- Військовий хрест «За громадянські заслуги» ІІ ступеня (1918)[5].